# Meloe ovalicollis
Meloe ovalicollis là một loài bọ cánh cứng trong họ Meloidae. Loài này được Reitter miêu tả khoa học năm 1908.